# Javier López
Francisco Javier López, más conocido como Javier López (Monteros, Intendencia de Salta del Tucumán Virreinato del Río de la Plata, 1794 - San Miguel de Tucumán, Confederación Argentina, 24 de enero de 1836), fue un militar argentino, caudillo del partido unitario y gobernador de la provincia de Tucumán

## El criado del caudillo
Hijo de Dionisio López Ignes y Serafina Iturrioz de Aybar, se casó con Lucía Aráoz Alurralde (1804-1890), con quien tuvo cinco hijos: Benjamín, Javier, Serafina, Domitila y Virginia.
Era de origen humilde, pero de antigua alcurnia, y descendía de los López de Vera, fundadores de la casi mítica ciudad de Esteco. De joven se dedicó a correr caballos, la diversión favorita de los tucumanos, y su pista era en el llamado "Campo de las Carreras", el mismo campo de batalla donde había tenido lugar la batalla de Tucumán.
El futuro caudillo Bernabé Aráoz lo empleó en su tienda, le enseñó a escribir y lo envió de comisionado de sus negocios a Buenos Aires. En 1819, recién asumido el mando de la república del Tucumán, Aráoz lo hizo coronel de caballería. Cuando Güemes invadió Tucumán, en 1821, fue vencido por las tropas de Abraham González y Javier López en Rincón de Marlopa.
Unos meses después, González derrocó a Aráoz y asumió el gobierno tucumano, enviando a prisión a los leales al caudillo, entre ellos López. Pero se escapó y derrocó a González el 8 de enero de 1822. El gobierno fue ocupado por Diego Aráoz, pariente del anterior y suegro de López, que nombró a este jefe de su ejército. Como don Diego se enemistó con don Bernabé, López lo derrocó y asumió el gobierno el 15 de julio de 1822. Enseguida se olvidó de su protector, pero este logró desplazarlo.

## La guerra civil en Tucumán
Durante los meses siguientes, la provincia entró en un período de anarquía violenta, en que los dos Aráoz y Javier López se arrebataron mutuamente el gobierno. Ninguno tenía realmente otra ambición que mandar, y no tenían programas políticos distintos. Bernabé Aráoz se apoyaba en la población rural, por lo que sus partidarios llegaron a ser el partido federal, mientras que los amigos de López, de base más urbana, llegarían a ser unitarios. Javier López dejó en claro que muchos caudillos unitarios tenían el objetivo de luchar por formar feudos.
En agosto de 1823, Bernabé Aráoz fue nuevamente expulsado del poder, y huyó a Salta. El gobernador Arenales le dio asilo, pero después lo arrestó y lo entregó a López, que lo hizo fusilar.
En febrero, López había sido elegido gobernador[cita requerida] y estaba ahora firmemente asentado en el gobierno. Eliminada la competencia de Nicolás Laguna, el más importante de los dirigentes federales civiles de la provincia, y también la de su suegro don Diego Aráoz, López se dedicó a gobernar. Reorganizó la Legislatura, disolvió el Cabildo. Si bien hubo algunos intentos de revueltas, la provincia permaneció mayormente en paz. Cuando el Congreso estaba por sancionar una constitución unitaria, López se pronunció por ese partido. Durante su gobernación adquirió 7 de las 8 más importantes fincas de la provincia que totalizaban una vastísima extensión superior a 280.000 ha, que servirían como base de su poder político.
A fines de 1825 llegó a la provincia el coronel Gregorio Aráoz de Lamadrid, enviado para reunir tropas para la guerra contra el Imperio del Brasil. Sabiendo que se tramaba una invasión contra este en su ausencia al interior de la provincia, a fines de noviembre tomó el poder en un audaz golpe de mano y la Legislatura lo nombró gobernador. Su idea era vengar la muerte de su pariente Bernabé Aráoz. López regresó para enfrentarlo, pero fue derrotado en La Ciudadela por Lamadrid y tuvo que huir a Metán, en Salta.

## La Liga del Interior
A principios de 1826 se trasladó a Buenos Aires, donde se hizo amigo del ministro de guerra, Carlos de Alvear. Cuando este se hizo cargo de la campaña contra el Brasil, lo llevó como su edecán. Estuvo presente en la batalla de Ituzaingó y mandó un regimiento de caballería en la batalla de Camacuá.
Regresó a Buenos Aires con Alvear, y de allí a Tucumán. Allí era gobernador nuevamente Nicolás Laguna, pero fue pronto reemplazado por Silva. López dirigió una revolución en su contra, y tras el interinato de un militar peruano de apellido Lacoa, el 2 de febrero de 1829, López se hizo elegir gobernador.
Lo primero que hizo fue manifestar su adhesión a la revolución de Juan Lavalle, que había derrocado al gobernador porteño Manuel Dorrego e iniciado una guerra civil que arrastraría a todo el país. Preparó a su provincia para la guerra civil y se unió a la Liga Unitaria del Interior, dirigida por José María Paz desde Córdoba. Su primer paso fue invadir Catamarca, donde depuso al gobernador federal. Luego se incorporó al ejército de Paz en Córdoba, y peleó a sus órdenes en La Tablada. Tuvo que soportar a Lamadrid en el mismo ejército, pero se negó a aceptar que se uniera a la división tucumana.
Volvió a invadir Catamarca y volvió a poner en el poder a los unitarios, y desde allí atacaron La Rioja, ocupando brevemente la capital evacuada por el caudillo Facundo Quiroga. Apenas regresado a Tucumán, tuvo que intervenir por tercera vez en Catamarca, lo que le impidió luchar en la batalla de Oncativo.
En mayo de 1830 invadió Santiago del Estero, derrocando a su caudillo Juan Felipe Ibarra. Pero en diciembre de ese mismo año sería derrotado por los federales en Santiago, que volvió al poder de los federales. 
En febrero de 1831, renunció a la gobernación, y fue reemplazado por Frías; eso sí, quedó al mando del ejército de Tucumán. Intentaría varias veces recuperar Santiago, pero en agosto se retiró definitivamente hacia su propia provincia. El 2 de febrero de 1831 terminó su período, y después de asegurarse el comando del ejército provincial, hizo elegir en su lugar a José Frías.
En mayo, Paz fue tomado prisionero, y el mando del ejército pasó a manos de Lamadrid. Acosado por los federales desde casi todas direcciones, este se retiró a Tucumán. Encomendó el comando del ejército al gobernador salteño Rudecindo Alvarado, pero este se negó a unir sus fuerzas a las de Lamadrid. Aprovechando esto, López licenció a sus tropas para que no tuvieran que luchar a órdenes de su rival.
Con las tropas que pudo reunir, y con el ala derecha de su ejército al mando de Javier López, Lamadrid fue derrotado por Quiroga en la batalla de La Ciudadela, el 4 de noviembre de 1831. Todos los líderes unitarios debieron huir a Bolivia.

## La última campaña
Se radicó en Tupiza, donde se dedicó al comercio. En Tucumán, su sobrino Ángel López procuró varias insurrecciones contra Alejandro Heredia, y luego se refugió en Tupiza. En junio de 1834, ambos marcharon hacia Salta, pero fracasaron en su invasión. Esta contó con apoyo del gobernador salteño Pablo Latorre, y fue causa de una guerra civil entre federales.
Su último intento de volver al poder fue en enero de 1836: acompañado de su sobrino y el coronel Segundo Roca, bajó de la Puna hasta Santa María (Catamarca), y de allí invadió Tucumán. Fueron derrotados por Heredia, que los condenó a muerte, afirmando que: 

«no he encontrado un punto seguro en la tierra para que en lo sucesivo no sigan haciendo males.»

Por intercesión de la hija del ministro de Heredia, Agustina Paz, se salvó el coronel Roca. Ellos serían padres del futuro general y presidente Julio Argentino Roca.
Javier López fue fusilado junto a su sobrino el Dr. Ángel López en la Plaza Independencia de Tucumán, el 24 de enero de 1836.